# محمد بن سلطان النمنكاني
محمد بن سلطان النمنكاني، (1325-1397هـ) أحد العلماء والوراقين في الحجاز خلال القرن الرابع عشر الهجري، وصاحب المكتبة العلمية بالمدينة المنورة.

## محطات من حياته
- ولد في نمنكان عام 1325هـ.
- تلقى تعليمه الأولي في نمنكان، وفي عام 1340هـ انتقل إلى الهند ودرس بها العلوم الدينية حتى حصل على شهادة العالمية.
- انتقل بعد ذلك إلى المدينة المنورة واستقر بها.
- عمل معلمًا في مدرسة العلوم الشرعية، وأمينًا للمكتبة.
- درس في المسجد النبوي الشريف علم الحديث، والفقه للجالية النمنكانية المقيمة بالمدينة المنورة.
- أسس المكتبة العلمية بالمدينة المنورة عام 1360هـ.
- توفي عام 1397هـ بالمدينة المنورة ودفن بالبقيع.[2]

## مكتبته
قام النمنكاني بتأسيس المكتبة العلمية بالمدينة المنورة الواقعة عند باب الرحمة على يمين الخارج من المسجد النبوي الشريف، وهي عبارة عن دكان صغير يشرف على الساحة أمام باب السلام وباب الرحمة بالمسجد النبوي، والساحة بدورها تؤدي إلى شارع العينية، وشارع سويقة.
ومن أهم محتويات المكتبة: الكتب الدينية واللغوية والتاريخية، وقد اهتم صاحبها النمنكاني بجلب الكتب المطبوعة النادرة من تركيا والهند بنفسه، فكان يرتحل إلى تلك الديار من أجل شراء الكتب.
وإلى جانب جلب الكتب اهتم النمنكاني بطباعة الكتب التاريخية والتراثية، ومن أهم ماطبعه وأعاد طباعته ما يلي:
- وفاء الوفاء بأخبار دار المصطفى.
- الفكر السامي في تاريخ الفقه الإسلامي

وقد بلغ مجموع ما طبعه 35 كتابًا في علوم مختلفة : الحديث، والتاريخ وخصوصًا تاريخ المدينة المنورة، وتاريخ الفقه الإسلامي، وفيما يلي قائمة بالكتب التي قام بطباعتها:
| اسم الكتاب                  | اسم الكتاب                           |
| --------------------------- | ------------------------------------ |
| تقريب التهذيب               | تدريب الراوي                         |
| علوم الحديث لابن الصلاح     | التقريرات السنية                     |
| تسلية أهل المصائب           | القول البديع في الصلاة على الحبيب    |
| الإشارة إلى الإيجاز         | الإذاعة لما كان ويكون بين يدي الساعة |
| الإشاعة لأشراط الساعة       | شرح أحكام الإسلام                    |
| السياسة الشرعية             | الحسبة في الإسلام                    |
| معارج الوصول                | رفع الملام                           |
| الإسلام بين العلماء والحكام | حكم الإسلام في الإشتراكية.           |
| الطريق إلى المدينة          | رسالتان في حكم أوراق النقود          |
| وفاء الوفاء                 | خلاصة الوفاء                         |
| تحقيق النصرة                | معالم دار الهجرة                     |
| آثار المدينة المنورة        | التعريف للمطري                       |
| المدينة بين الماضي والحاضر  | الفكر السامي                         |
| ترغيب أهل المودة والوفاء    | عمدة الأخبار في مدينة المختار        |
| عنوان النجابة               | الروضة المستطابة                     |
| نخبة الزهرة الثمينة         | إتحاف المؤمنين                       |
| الطرق الحكيمة               | الكفاية في علم الرواية               |
| جواهر الأصول                | مثال                                 |

.